# ATP St. Pölten 1998 - Qualificazioni doppio
Le qualificazioni del doppio  dell'ATP St. Pölten 1998 sono state un torneo di tennis preliminare per accedere alla fase finale della manifestazione. I vincitori dell'ultimo turno sono entrati di diritto nel tabellone principale. In caso di ritiro di uno o più giocatori aventi diritto a questi sono subentrati i lucky loser, ossia i giocatori che hanno perso nell'ultimo turno ma che avevano una classifica più alta rispetto agli altri partecipanti che avevano comunque perso nel turno finale.
Le qualificazioni del doppio del torneo ATP St. Pölten 1998 prevedevano 4 coppie partecipanti di cui una è entrata nel tabellone principale.

## Teste di serie
1. John-Laffnie de Jager /  Robbie Koenig (Qualificati)

1. Paul Kilderry /  Peter Nyborg (ultimo turno)

## Qualificati
1. John-Laffnie de Jager  /   Robbie Koenig

## Tabellone

### Legenda
| - Q = Qualificato - WC = Wild card - LL = Lucky loser | - ALT = Alternate - SE = Special Exempt - PR = Protected Ranking | - w/o = Walkover - r = Ritirato - d = Squalificato |

|  | Primo turno | Primo turno                         | Primo turno                         | Primo turno | Primo turno |  |  | Ultimo turno | Ultimo turno                        | Ultimo turno                        | Ultimo turno | Ultimo turno |  |
|  |             |                                     |                                     |             |             |  |  |              |                                     |                                     |              |              |  |
|  | 1           | John-Laffnie de Jager Robbie Koenig | John-Laffnie de Jager Robbie Koenig | 6           | 6           |  |  |              |                                     |                                     |              |              |  |
|  |             | Tomas Nydahl Udo Plamberger         | Tomas Nydahl Udo Plamberger         | 4           | 2           |  |  | 1            | John-Laffnie de Jager Robbie Koenig | John-Laffnie de Jager Robbie Koenig | 6            | 6            |  |
|  | 2           | Paul Kilderry Peter Nyborg          | 6                                   | 4           | 6           |  |  | 2            | Paul Kilderry Peter Nyborg          | Paul Kilderry Peter Nyborg          | 2            | 3            |  |
|  |             | Marius Barnard Brent Haygarth       | 4                                   | 6           | 4           |  |  |              |                                     |                                     |              |              |  |